# Liste der türkischen Botschafter in Kasachstan
Nach der Unabhängigkeit Kasachstans am 16. Dezember 1991 war die Regierung von Süleyman Demirel die erste Regierung, die diese anerkannte, und eröffnete am 12. April 1992 eine Botschaft in Almaty. Der Botschaftssitz wurde 1998 von Almaty nach Astana verlegt.
| Ernennung Akkreditierung | Botschafter       | Bemerkung | Ministerpräsident der Türkei | Premierminister von Kasachstan         | Posten verlassen |
| ------------------------ | ----------------- | --- | ---------------------------- | -------------------------------------- | ---------------- |
| 21. Apr. 1992            | Argun Özpay       | 1985: Generalkonsul in Nürnberg | Süleyman Demirel             | Sergei Alexandrowitsch Tereschtschenko | 22. März 1994    |
| 26. März 1994            | Mustafa Aşula     | 1. Juli 1978 – 1. Dez. 1985: Botschafter in Tripolis | Tansu Çiller                 | Akeschan Kaschegeldin                  | 28. Juni 1995    |
| 30. Juni 1995            | Kurtuluş Taşkent  | 2002–2008: Botschafter in Moskau | Tansu Çiller                 | Akeschan Kaschegeldin                  | 28. Juli 1999    |
| 1. Aug. 1999             | Çınar Aldemir     | (* 1946) Studium: Politikwissenschaft an der Universität Ankara, 1970: Eintritt in den auswärtigen Dienst, in Deutschland, Zypern, Italien Österreich und dem Vereinigten Königreich beschäftigt, 17. Mai 2007: Botschafter in Myanmar, Sitz Bangkok | Bülent Ecevit                | Qassym-Schomart Toqajew                | 28. Jan. 2004    |
| 1. Feb. 2004             | Hakkı Taner Seben | (* 14. Mai 1954 in Erzurum) 1995: Counsellor Turkish Delegation to OECD seit 22. Januar 2011 Botschafter in Singapur | Recep Tayyip Erdoğan         | Danial Achmetow                        | 1. Apr. 2008     |
| 21. Apr. 2008            | Atilla Günay      | | Recep Tayyip Erdoğan         | Kärim Mässimow                         | 27. Juni 2010    |
| 20. Aug. 2010            | Lale Ülker        | (* 1959 in Ankara) 1977: Abitur am Kadıköy Anadolu Lisesi, 1982: Studium der Politikwissenschaft, Internationale Beziehungen an der Universität Ankara, 2010–2012: Botschafter in Astana Kasachstan, 2012 bis 2014: Gesandtschaftsrat in Ankar, ab 2014 Abteilungsleiter. | Recep Tayyip Erdoğan         | Kärim Mässimow                         | 15. Juli 2012    |
| 17. Aug. 2012            | Ömer Burhan Tüzel | (* 1960 in London) Abitur: St. Catherine’s British Embassy School in Athen, Internationaler Hände-Waschtag: British Embassy School in Ankara, United Nations International School, École Jeannine Manuel sowie am Yükseliş Koleji in Ankara, 1984: Studium der Anglistik an der Hacettepe-Universität, 1986: Studium der Politikwissenschaft und Verwaltungswissenschaft an der University of Maryland, 1986: Eintritt in den auswärtigen Dienst, 1986–1989: der Abteilung Asien attachiert, 1989–1990: Vizekonsul am Generalkonsulat in Mainz, 1990–1993: Gesandtschaftssekretär zweiter Klasse in Kabul, 1993–1996: Leiter der Abteilung Balkan, 1996–2000: Gesandtschaftssekretär erster Klasse bei der KSZE Mission in Wien, 2000–2001: Bukarest Gesandtschaftsrat erster Klasse, 2001–2003: Leiter der KSZE Abteilung in Ankara, 2003–2004: Gesandtschaftsrat in Berlin, 2004–2007: ständiger Vertreter bei der KSZE in Wien, 2007–2009: Leiter der Abteilung KSZE in Ankara, 2009–2012: Leiter der Abteilung Abrüstung, Rüstungskontrolle und stellvertretender Generaldirektor der KSZE, 15. August 2012: Ernennung zum Botschafter in Astana. | Recep Tayyip Erdoğan         | Serik Achmetow                         |                  |